# Massacro di Colfax
Il massacro di Colfax (fino agli anni 1950 denominato dagli storici tumulto o rivolta di Colfax) si verificò la domenica di Pasqua 13 aprile 1873 nel territorio della parrocchia di Grant, quando circa 150 afroamericani vennero uccisi da sudisti bianchi; fu la carneficina a sfondo razziale più cruenta nel corso dell'Era della ricostruzione.
Dopo le contestate elezioni del 1872 per il governatore della Louisiana e per altre cariche locali, un folto gruppo di bianchi armati di fucili e un piccolo cannone sopraffecero i liberti e la milizia statale occupando la sede del palazzo di giustizia distrettuale. La maggior parte delle vittime venne uccisa dopo che si era arresa; altri 50 furono assassinati più tardi quella notte stessa dopo essere stati tenuti prigionieri per diverse ore. Le stime sul numero effettivo dei morti variano, passando da un minimo di 62 ad un massimo di 153; rimasero sul terreno anche tre assalitori. Le cifre furono difficili da determinare, soprattutto perché i corpi vennero in gran parte gettati nel fiume o rimossi per una frettolosa sepoltura. Si sparsero anche voci sull'esistenza di fosse comuni.
Lo storico Eric Foner ha descritto il massacro come il peggior esempio di violenza razzista dopo il 1865. Costituisce l'evento più sanguinario nello Stato federato della Louisiana tra i numerosi atti di violenza dopo l'accesa campagna elettorale per l'elezione del governatore. Foner scrive che "...ogni elezione [in Louisiana] tra il 1868 e il 1876 fu caratterizzata da violenza dilagante e frode pervasiva".
In un primo tempo il comitato elettorale, in cui predominavano i "fusionisti" antigovernativi, dichiarò vincitore il democratico John McEnery ma poi si spaccò, con la fazione avversaria che proclamò invece vincente il repubblicano William Pitt Kellogg. Un magistrato federale di New Orleans stabilì poi che dovesse insediarsi un parlamento statale a maggioranza repubblicana.
Il processo a livello federale e la condanna di alcuni esecutori materiali della strage ai sensi degli Enforcement Acts giunse alla Corte suprema. In una sentenza chiave, quella sul caso Stati Uniti contro Cruikshank (1876), la Corte stabilì che le protezioni garantite dal XIV emendamento non si applicavano alle azioni degli individui, ma solo a quelle dei governi statali. A seguito di ciò il governo federale si trovò impossibilitato a perseguire penalmente le azioni dell'organizzazione paramilitare della White League, che a partire dal 1874 aveva aperto sezioni nell'intero territorio statale. L'intimidazione, gli omicidi e la repressione del voto dei neri da parte di tali gruppi paramilitari furono d'aiuto al Partito Democratico per riconquistare con la forza il controllo politico del parlamento statale verso la fine degli anni 1870.
Tra la fine del XX e l'inizio del XXI secolo gli storici hanno prestato una rinnovata attenzione ai tragici eventi di Colfax e al caso che portò alla sentenza della Corte Suprema, e al loro significato nell'ambito della storia degli Stati Uniti di quei decenni.

## Contesto nazionale e statale
Nel marzo del 1865 il proprietario di piantagioni James Madison Wells, unionista, divenne il governatore della Louisiana. Mentre il parlamento statale, a maggioranza democratica, approvava i codici neri che limitavano i diritti dei liberti, Wells iniziò a propendere per consentire ai neri di votare e nel contempo sospendere il diritto di voto agli ex secessionisti ribelli. Per realizzare tutto ciò convocò una nuova assemblea costituzionale statale per il 30 luglio 1866. Essa dovette però essere posticipata a causa del massacro di New Orleans avvenuto proprio quel giorno, in cui bianchi armati attaccarono neri che stavano partecipando ad una parata a sostegno dell'assemblea costituzionale stessa. Prevedendo possibili incidenti, il sindaco di New Orleans John T. Monroe richiese al comandante militare locale di sorvegliare la città e proteggere l'assemblea. Le forze dell'Union Army non risposero però con sufficiente prontezza per evitare la strage. Un gran numero di neri fu aggredito da bianchi armati di mazze e armi; l'esito fu di 38 morti, 34 neri e quattro bianchi e più di 40 feriti, per la maggior parte neri.
Il presidente Andrew Johnson incolpò del massacro l'agitazione politica creata dai Repubblicani, provocando una reazione popolare nazionale contro le politiche di Andrew Johnson che portò, nelle elezioni di metà mandato del 1866, a una forte maggioranza repubblicana al Congresso. Questo approvò la legge sui diritti civili del 1866 scavalcando il veto di Johnson. In precedenza il Freedmen's Bureau e gli eserciti occupanti avevano impedito ai sudisti che i ""codici neri", che avevano limitato i diritti dei liberti e degli altri neri (comprese le loro scelte di lavoro e luoghi di vita) entrassero in vigore. Il 16 luglio 1866 il Congresso estese la durata e le competenze del "Freedmen's Bureau", anche in questo caso annullando un veto di Johnson. Il 2 marzo 1867 fu approvato il primo dei Reconstruction Acts che garantiva i diritti elettorali dei neri e che impose agli Stati Uniti meridionali di approvare il XIV emendamento per la loro riammissione nell'Unione.
Nell'aprile del 1868 una coalizione di bianchi e neri in Louisiana aveva eletto un parlamento statale a maggioranza repubblicana, ma la violenza aumentò prima delle elezioni autunnali; quasi tutte le vittime furono afroamericani e alcuni dei bianchi uccisi erano attivisti repubblicani. Gli insorti assalirono anche fisicamente la gente o ne bruciò le case per scoraggiarla dal votare. Il presidente Johnson impedì al governatore repubblicano di usare le milizie statali o le United States Armed Forces per stroncare i gruppi ribelli, come i cosiddetti "Cavalieri della Camelia Bianca".

## Parrocchia di Grant

Localizzazione di Colfax (Louisiana), nella parrocchia di Grant.

Anche le elezioni nella parrocchia di Winn e nella parrocchia di Rapides furono contrassegnate da violenze diffuse. L'area vedeva la coabitazione tra grandi piantagioni e agricoltori di sussistenza; prima della guerra, gli afroamericani vi avevano lavorato come schiavi. William Smith Calhoun, un importante proprietario di piantagioni, possedeva terra per 14 000 acri (57 km2) in tutta l'area. Ex schiavista, viveva con una donna mulatta in more uxorio. Era arrivato a sostenere l'uguaglianza politica dei neri.
Il giorno delle elezioni presidenziali del 1868 a novembre guidò un gruppo di liberti a votare. L'urna si trovava originariamente in un negozio di proprietà di John Hooe, che minacciò di frustare tutti i neri che avessero tentato di votare. Calhoun riuscì a fare in modo che le urne venissero trasferite all'interno della proprietà di un Repubblicano. I Repubblicani ottennero 318 voti e i Democratici 49. Un gruppo di bianchi lanciò le urne nel fiume e fece arrestare Calhoun per presunta frode elettorale. Con la perdita dell'urna contenente le schede elettorali, il democratico Michael Ryan rivendicò una vittoria schiacciante.
Dopo che il commissario elettorale Hal Frazier, un Repubblicano nero, fu ucciso da bianchi, Calhoun preparò una proposta di legge per creare una nuova parrocchia civile, la parrocchia di Grant, formandola con territorio preso a entrambe le esistenti, quella di Winn e quella di Rapides; la proposta fu approvata dal parlamento statale controllato dai Repubblicani. Essendo un grande proprietario di piantagioni, Calhoun pensò che avrebbe in tal modo avuto una maggior influenza politica nella nuova giurisdizione, che aveva una maggioranza nera. Altre ne furono create ad hoc dal parlamento statale per aumentare il proprio supporto politico.

## Azioni federali intraprese contro il Klan
Dopo l'insediamento della presidenza di Ulysses S. Grant nel 1869, si arrivò rapidamente alla promulgazione del XV emendamento, ratificato il 3 febbraio 1870; esso garantiva che i neri, molti dei quali erano schiavi appena liberati, avrebbero avuto la piena cittadinanza e pertanto anche il diritto di voto.
Il Ku Klux Klan (KKK) e altri gruppi ribelli proseguirono con i loro violenti attacchi ed uccisero decine di neri nella Carolina del Sud, in Georgia, Mississippi e altrove con l'intento di scoraggiarli dal votare nelle elezioni di metà mandato del 1870. Il 31 di maggio di quell'anno il Congresso approvò un Enforcement Act basato sia sul XIV emendamento che sul successivo. Lo seguì il Ku Klux Klan Act (Civil Rights Act), emanato il 20 aprile 1871.
Il presidente Ulysses S. Grant usò queste leggi per sospendere l'habeas corpus e usare l'esercito federale per stroncare la violenza terrorista del Klan.

## Ward e la milizia statale afroamericana

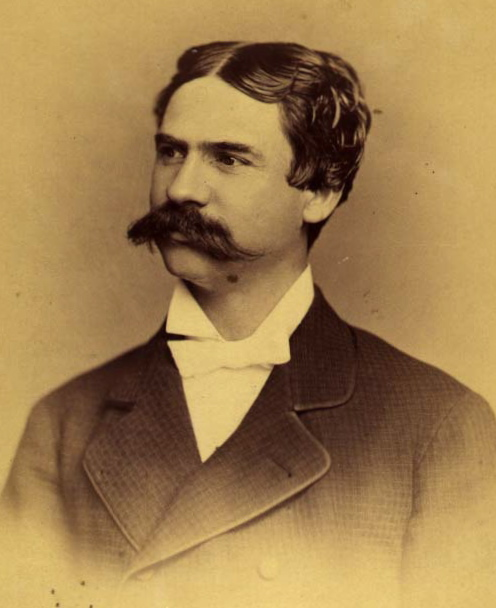
Henry Clay Warmoth in una foto di William Kurtz.

Il governatore della Louisiana Henry Clay Warmoth lottò strenuamente per mantenere l'equilibrio politico nel suo Stato.
Tra le persone da lui nominate vi fu William Ward, un veterano di guerra dell'Union Army, scelto come comandante della "Compagnia A, 6º Reggimento di fanteria, Milizia dello Stato della Louisiana", una nuova unità militare terrestre da fondare nella parrocchia di Grant per aiutare a reprimere le violenze sia lì che in altre parrocchie civili della vallata del Red River..
Ward, nato schiavo nel 1840 a Charleston (Carolina del Sud), aveva imparato a leggere e scrivere mentre era servitore di un maestro a Richmond (Virginia). Nel 1864 fuggì e andò a Fort Monroe (Virginia), ove entrò nell'esercito dell'Unione e prestò servizio fino alla resa definitiva del generale secessionista Robert Edward Lee..
Verso il 1870 giunse nella parrocchia di Grant, dove aveva un amico; rapidamente divenne attivo tra i neri locali nel Partito Repubblicano. Dopo la sua nomina Ward reclutò altri liberti per le sue truppe; molti di questi erano stati anch'essi veterani di guerra.

## Elezioni del 1872 in Louisiana
In Louisiana, il governatore repubblicano Henry Clay Warmoth abbandonò i "Repubblicani liberali" (un gruppo che si opponeva alle politiche di ricostruzione del presidente Grant) nel 1872. Warmoth in precedenza aveva sostenuto un emendamento costituzionale che consentiva agli ex Confederati, a cui era stato negato il diritto di voto, di riacquistarlo. Una coalizione "fusionista" di Repubblicani liberali e Democratici presentò come candidato per succedergli l'ex comandante di battaglione confederato e democratico John McEnery. In cambio, Democratici e Repubblicani liberali avrebbero inviato Warmoth a Washington come senatore degli Stati Uniti. A opporsi a McEnery c'era il repubblicano William Pitt Kellogg, uno dei senatori della Louisiana. Le votazioni del 4 novembre 1872 sfociarono in contestazioni su chi avesse vinto, poiché il comitato elettorale, a maggioranza "fusionista" (Repubblicani liberali e Democratici) dichiarò vincitore McEnery ma la minoranza del comitato proclamò vincitore Kellogg. Entrambi i governatori tennero cerimonie d'insediamento.
I sostenitori di Kellogg non riuscirono a far pronunciare in proprio favore il tribunale statale, e quindi fecero appello al giudice federale Edward Durell a New Orleans affinché intervenisse e ordinasse che Kellogg e il parlamento a maggioranza repubblicana si insediassero e che Grant autorizzasse le truppe dell'esercito federale a proteggere il governo di Kellogg. Questa azione fu molto criticata in tutta la nazione dai Democratici e da entrambe le ali del Partito Repubblicano perché considerata una violazione dei diritti degli Stati di gestire le proprie elezioni locali. Pertanto, i comitati investigativi di entrambe le Camere del Congresso federale a Washington furono critici nei confronti della scelta di Kellogg. La maggioranza della Camera dichiarò illegale l'azione di Durell e la maggioranza del Senato definì il governo di Kellogg "non molto meglio di un complotto riuscito". Nel 1874 una commissione d'inchiesta della Camera a Washington raccomandò che il giudice Durell fosse messo sotto accusa per corruzione e interferenza illegale nelle elezioni statali della Louisiana del 1872, ma il giudice si dimise per evitare la procedura di infrazione.
La fazione di McEnery cercò di prendere il controllo dell'arsenale statale a Jackson Square, ma Kellogg usò la milizia statale per bloccare decine di esponenti della fazione di McEnery e per controllare New Orleans, dove si trovava il governo statale.  McEnery tornò per cercare di prendere il controllo con un gruppo paramilitare privato. Nel settembre 1873 le sue forze, oltre 8 000 uomini, entrarono in città e sconfissero la milizia statale e cittadina, con 3500 unità a New Orleans. I Democratici presero il controllo del palazzo del governo statale, dell'armeria e delle stazioni di polizia, dove si trovava allora il governo statale, in quella che era conosciuta come la battaglia di Jackson Square. Le truppe di McEnery controllarono quegli edifici per tre giorni, ritirandosi prima dell'arrivo delle truppe federali.
Warmoth nominò i Democratici come cancellieri della parrocchia di Grant e questi fecero in modo che le liste elettorali includessero il maggior numero possibile di bianchi e il minor numero di liberti neri. I fusionisti compirono anche brogli il giorno delle elezioni. Come risultato, i fusionisti rivendicarono una vittoria schiacciante nella parrocchia, anche se gli elettori neri erano più numerosi dei bianchi, 776 contro 630.
Warmoth nominò i democratici fusionisti Alphonse Cazabat e Christopher Columbus Nash, rispettivamente giudice della parrocchia e sceriffo. Come molti bianchi del sud, Nash era un veterano confederato (come ufficiale, era stato per un anno e mezzo prigioniero di guerra a Johnson's Island in Ohio). Cazabat e Nash prestarono giuramento nel tribunale di Colfax il 2 gennaio 1873 e inviarono i documenti al governatore McEnery a New Orleans.
William Pitt Kellogg, da parte sua, il 17 e 18 gennaio nominò alle stesse cariche nella parrocchia candidati della lista repubblicana. A quel punto Nash e Cazabat controllavano il piccolo e primitivo tribunale. Il repubblicano Robert C. Register insisteva sul fatto che lui, non Alphonse Cazabat, era il giudice della parrocchia e che il repubblicano Daniel Wesley Shaw, non Nash, doveva essere lo sceriffo. La notte del 25 marzo i Repubblicani presero possesso del tribunale vuoto e prestarono giuramento. Inviarono i loro giuramenti all'amministrazione Kellogg a New Orleans.

## Occupazione del palazzo di giustizia
Temendo che i Democratici avrebbero tentato d'impadronirsi con la forza delle istituzioni locali, i neri cominciarono a costruire trincee intorno al tribunale distrettuale e si diedero il cambio per fare la guardia; gli impiegati repubblicani rimasero all'interno trascorrendovi la nottata. In tal maniera mantennero il possesso della città per tre settimane.
Il 28 marzo Nash, Cazabat, Hadnot e altri "fusionisti" bianchi richiesero ai propri sostenitori di armarsi e raccogliersi con lo scopo di riconquistare l'edificio il 1º aprile. Furono reclutati uomini dalla vicina parrocchia di Winn e da quelle circostanti. I Repubblicani Shaw, Register e Flowers organizzarono una truppa di afroamericani con l'intento di difendere il palazzo di giustizia.
I Repubblicani neri Lewis Meekins e William Ward, capitano della milizia statale e veterano di guerra dell'United States Colored Troops, fecero irruzione nelle abitazioni degli esponenti dell'opposizione, il giudice William R. Rutland, Bill Cruikshank e Jim Hadnot. Vennero scambiati dei colpi d'arma da fuoco per la prima volta il 2 aprile e poi ancora il 5 aprile; ma gli spari furono troppo imprecisi per produrre danni. Le due parti negoziarono un cessate il fuoco, interrotto quando un bianco uccise, sparandogli, un nero, Jesse McKinney, descritto come uno "spettatore". Un altro scontro avvenne il 6 aprile, concludendosi con i bianchi in fuga inseguiti dai neri armati. Con i disordini propagatisi per tutta la comunità, donne e bambini neri si unirono agli uomini asserragliati all'interno del tribunale per cercare protezione.

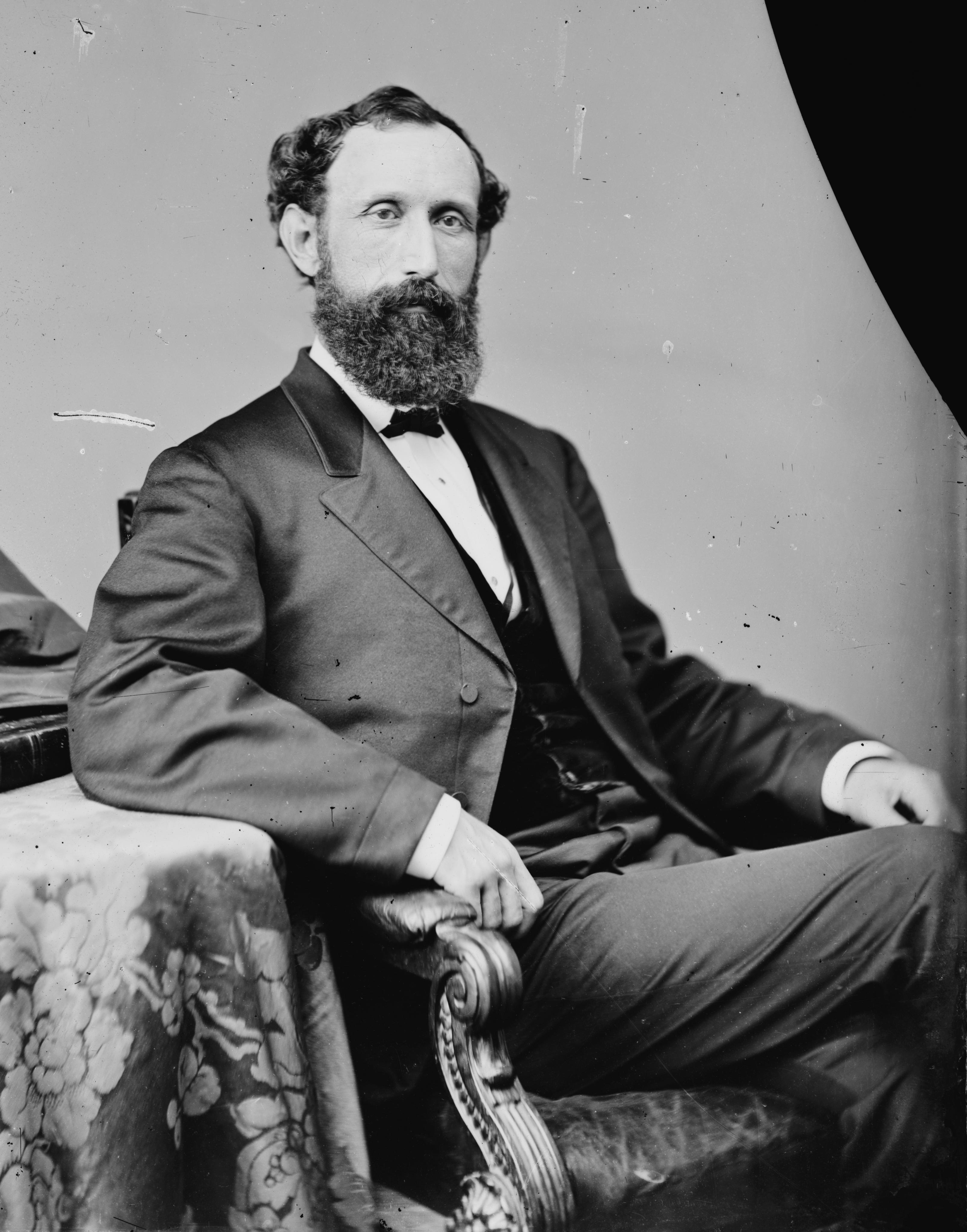
William Pitt Kellogg in una foto di Mathew B. Brady.

W. Ward, comandante della compagnia A, 6º Reggimento di fanteria della milizia statale della Louisiana, con sede nella parrocchia di Grant, era stato eletto deputato al parlamento statale nella lista repubblicana. Scrisse a Kellogg chiedendo l'invio d'immediati rinforzi e affidò la lettera a William Smith Calhoun perché la consegnasse; questi s'imbarcò sul vapore "LaBelle" che faceva la spola lungo il Red River (Mississippi), ma fu bloccato da Paul Hooe, Hadnot e Cruikshank, che gli ordinarono di dire ai neri di abbandonare il palazzo del tribunale.
I difensori però rifiutarono di andarsene, anche se minacciati dalle bande armate agli ordini di Nash. Per reclutare il maggior numero di uomini egli aveva diffuso le voci secondo cui i neri si stavano preparando ad uccidere tutti gli uomini bianchi e a prendere le loro donne. L'8 aprile il quotidiano anti-repubblicano Daily Picayune di New Orleans accentuò le tensioni descrivendo gli eventi tramite il seguente titolo:
Tali false notizie razziste spinsero altri bianchi della zona ad unirsi alla banda armata di Nash; erano tutti veterani della guerra di secessione. Si appropriarono di un cannone che poteva sparare proiettili di ferro da quattro libbre. Come disse Dave Paul, membro del Ku Klux Klan: "Ragazzi, questa è una lotta per la supremazia bianca!" Pur soffrendo di tubercolosi e reumatismi l'11 aprile il capitano Ward prese un battello a vapore a New Orleans per cercare aiuto armato direttamente da Kellogg. Non fu pertanto sul luogo durante i successivi eventi

## Massacro
Cazabat aveva ordinato a Nash, già nominato a sceriffo, di stroncare quella che lui definiva una rivolta. Questi organizzò un gruppo paramilitare armato di bianchi, assistito da ex ufficiali veterani confederati dalle parrocchie di Rapides, Winn e Catahoula. Fece muovere queste forze verso il tribunale a mezzogiorno del 13 aprile, domenica di Pasqua. Nash guidò più di 300 bianchi, la maggior parte a cavallo e armati di fucili; secondo quanto riferito avrebbe intimato ai difensori di arrendersi e uscire senza opporre resistenza. Quando la sua richiesta fu respinta, diede mezz'ora alle donne e ai bambini accampati all'esterno per andarsene, e quindi aprì il fuoco. Lo scontro proseguì per diverse ore con poche vittime; ma quando i paramilitari posizionarono il cannone sul retro dell'edificio alcuni dei difensori, presi dal panico, si diedero alla fuga. All'incirca 60 di questi ultimi scapparono nella vicina fitta boscaglia cercando di guadare il fiume. Nash mandò al loro inseguimento un gruppo a cavallo, che ne trucidò la maggior parte sul colpo.
Nel frattempo le truppe di Nash costrinsero un prigioniero nero a dare fuoco al tetto del tribunale. A questo punto dall'interno furono alzate due bandiere bianche, una prodotta con una camicia e l'altra con la pagina di un libro. Gli spari terminarono.
Il gruppo di Nash si avvicinò ordinando a tutti coloro che si arrendevano di gettare le armi e uscire a braccia alzate: quello che accadde subito dopo continua a rimanere oggetto di discussione. Secondo quanto riferito da alcuni bianchi, James Hadnot fu colpito e ferito da qualcuno che si trovava ancora all'interno del tribunale. Seguendo la versione dei fatti afroamericana invece "gli uomini nel tribunale stavano impilando i loro fucili quando i bianchi si avvicinarono e Hadnot fu colpito da dietro da un membro sovreccitato della sua stessa banda" Hadnot morì più tardi, dopo essere stato imbarcato a valle da un battello di passaggio.
Il gruppo di bianchi armati reagì al ferimento di Hadnot uccidendo neri; i morti neri furono 40 volte maggiore rispetto ai bianchi: gli storici descrivono l'evento come un massacro. Gli ex militari secessionisti uccisero uomini disarmati che cercavano di nascondersi nel palazzo del tribunale, inseguirono e uccisero quelli che scappavano. Gettarono cadaveri nel fiume. Circa in 50 sopravvissero quel pomeriggio e vennero fatti prigionieri; più tardi quella stessa notte furono uccisi sommariamente ad opera dei loro carcerieri, che avevano bevuto. Solamente un nero del gruppo, Levi Nelson, si salvò: fu colpito da Cruikshank ma riuscì a strisciare via inosservato. Successivamente fu uno dei principali testimoni dell'accusa contro gli imputati degli attacchi omicidi.
Kellogg inviò i colonnelli della milizia statale Theodore DeKlyne e William Wright a Colfax con i mandati di arresto per una cinquantina di aggressori bianchi e far insediare nuovi incaricati locali, frutto di compromesso. I due inviati si trovarono davanti le rovine ancora fumanti del tribunale e molti dei cadaveri con ferite da arma da fuoco alla nuca o nella parte posteriore del cranio. Descrissero un corpo completamente carbonizzato, il cranio e il volto di un altro schiacciato fino al punto da renderne impossibile il riconoscimento, un altro aveva la gola squarciata. I sopravvissuti raccontavano che i neri avevano scavato una trincea attorno al palazzo di giustizia per proteggerlo dal tentativo da parte dei Democratici bianchi di "rubare l'elezione", che erano stati attaccati da bianchi armati di fucili, pistole e un cannone, che quando i neri si erano rifiutati di andarsene il tribunale era stato incendiato e i suoi difensori abbattuti a sangue freddo. I bianchi accusavano i neri di aver violato la bandiera bianca e di essere stati la causa dei disordini, i Repubblicani replicavano che non era vero e accusavano i bianchi di aver catturato e legato i prigionieri in coppia e di aver sparato loro dietro la testa.
Il 14 aprile giunsero da New Orleans alcuni elementi della nuova forza di polizia governativa. Alcuni giorni dopo arrivarono anche due compagnie di truppe federali; si misero a dare la caccia ai responsabili, ma molti di loro si erano già rifugiati in Texas o sulle colline. Gli agenti stilarono un rapporto militare nel quale identificarono per nome tre vittime bianche e 105 afroamericane; segnalarono inoltre di aver recuperato da 15 a 20 corpi non identificati dalle acque del fiume. Fecero notare la natura efferata di molte uccisioni, ipotizzando che la situazione fosse stata fuori controllo.
Il numero esatto dei morti non fu mai stabilito con precisione; due agenti federali (marshal) che visitarono il luogo del massacro il 15 aprile e che fecero seppellire le vittime, riferirono di 62 morti. Un rapporto militare stilato da una commissione del Congresso nel 1875 identificò 81 afroamericani uccisi, stimando inoltre tra i 15 e i 20 cadaveri che erano stati gettati nel fiume, più altri 18 sepolti in segreto: per un totale complessivo di "almeno" 105. Un pannello commemorativo statale installato negli anni 1950 annotò i decessi: 3 bianchi e 150 neri.
Lo storico Eric Foner, specialista sia della guerra di secessione americana che dell'Era della ricostruzione, ha scritto sull'evento: 

## Conseguenze
James Roswell Beckwith, il procuratore distrettuale con sede a New Orleans, inviò un telegramma sull'avvenuta strage al procuratore generale George Henry Williams. Del massacro di Colfax si occuparono in prima pagina giornali nazionali da Boston a Chicago. Diversi agenti governativi inviati sul posto trascorsero settimane nel tentativo di arrestare i membri dell'organizzazione paramilitare coinvolti, portando a un totale di 97 uomini bianchi incriminati. Alla fine, Beckwith ne accusò nove e li portò in giudizio per la violazione della Enforcement Act del 1870, progettata per dare protezione federale ai diritti civili dei liberti, in base al XIV emendamento, contro i gruppi terroristi come il Ku Klux Klan. Le accuse furono di omicidio e di complotto contro i diritti degli afroamericani; si tennero due procedimenti penali in successione durante il 1874. 

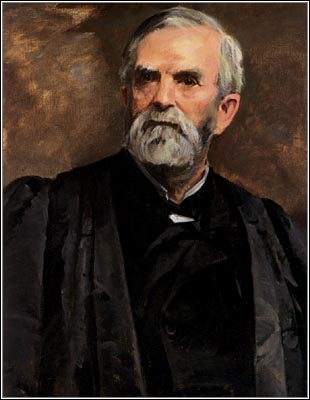
Ritratto di William Burnham Woods.

William Burnham Woods ne presiedette il primo dimostrandosi solidale verso l'accusa. Se vi fossero state delle condanne i colpevoli non sarebbero stati in grado d'impugnare la sentenza davanti ad alcuna corte d'appello, secondo le regole del tempo. Il procuratore tuttavia non si dimostrò in grado di ottenere una condanna; un imputato venne prosciolto, mentre per gli altri otto venne un errore di procedura.

Nel secondo processo tre imputati furono giudicati colpevoli di sedici accuse. Tuttavia, il presidente della giuria, Joseph Philo Bradley, giudice associato della Corte suprema, dichiarò nulle le condanne inflitte asserendo che le accuse violavano il principio della titolarità dell'azione penale da parte dello Stato, che non erano riuscite a dimostrare un movente razziale per il massacro o che erano vaghe. Ordinò quindi che gli uomini fossero rilasciati dietro cauzione, e questi si resero subito irreperibili. 

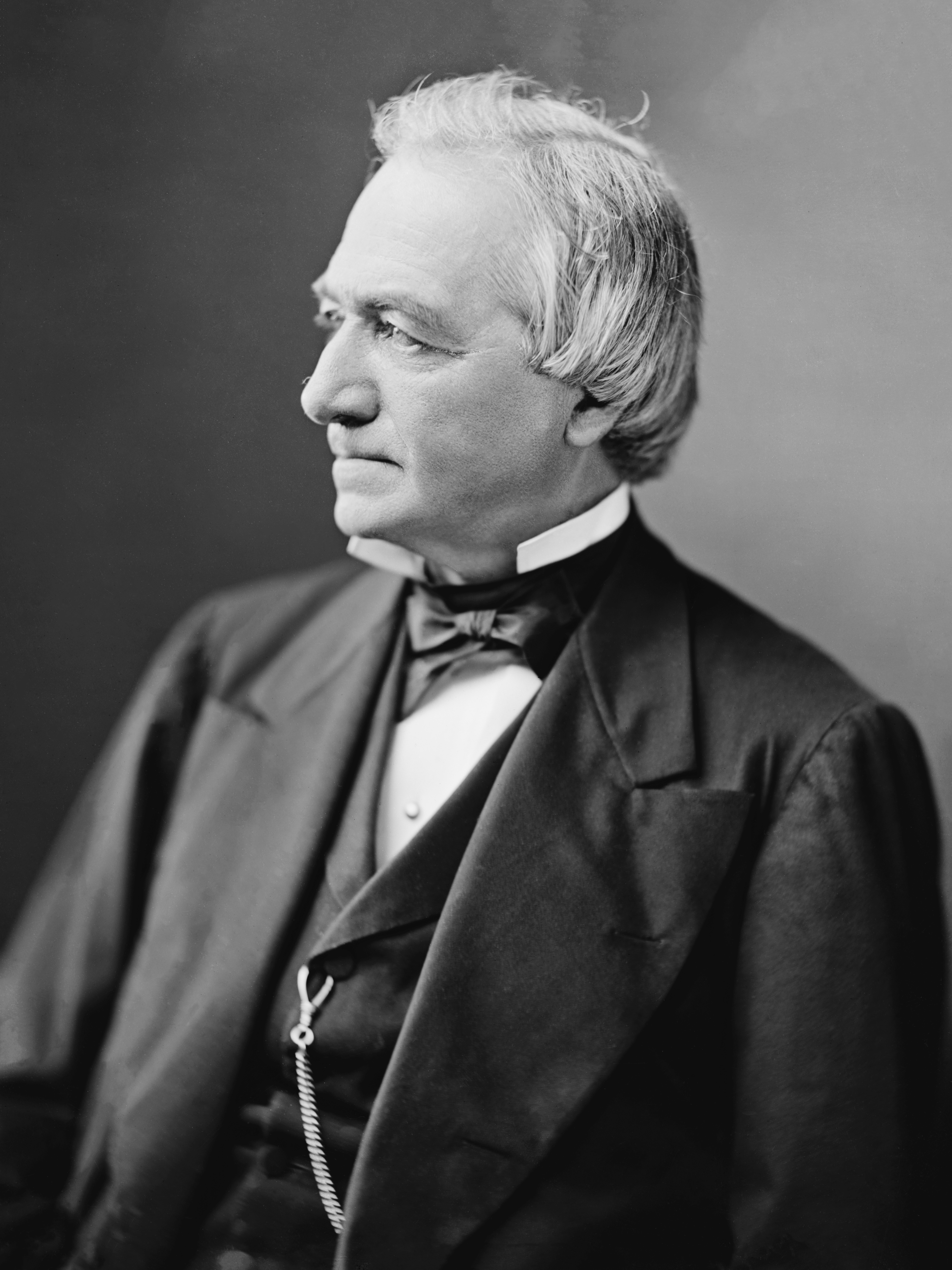
Foto di Joseph Philo Bradley.

La pubblica accusa fece ricorso e la Corte Suprema lo esaminò come Stati Uniti contro Cruikshank nel 1875. La sentenza stabilì che l'Enforcement Act si poteva applicare solamente alle azioni commesse da uno Stato e non a quelle commesse da privati o da associazioni di privati. L'autorità federale non poteva pertanto perseguire casi come le uccisioni di massa di Colfax. L'Alta Corte affermò che chi riteneva di aver subito un crimine doveva richiedere la tutela da parte dello Stato: la Louisiana però non perseguì nessuno degli autori del massacro e la gran parte degli Stati Uniti meridionali non avrebbe mai perseguito i bianchi per le violenze razziali e gli omicidi di neri.

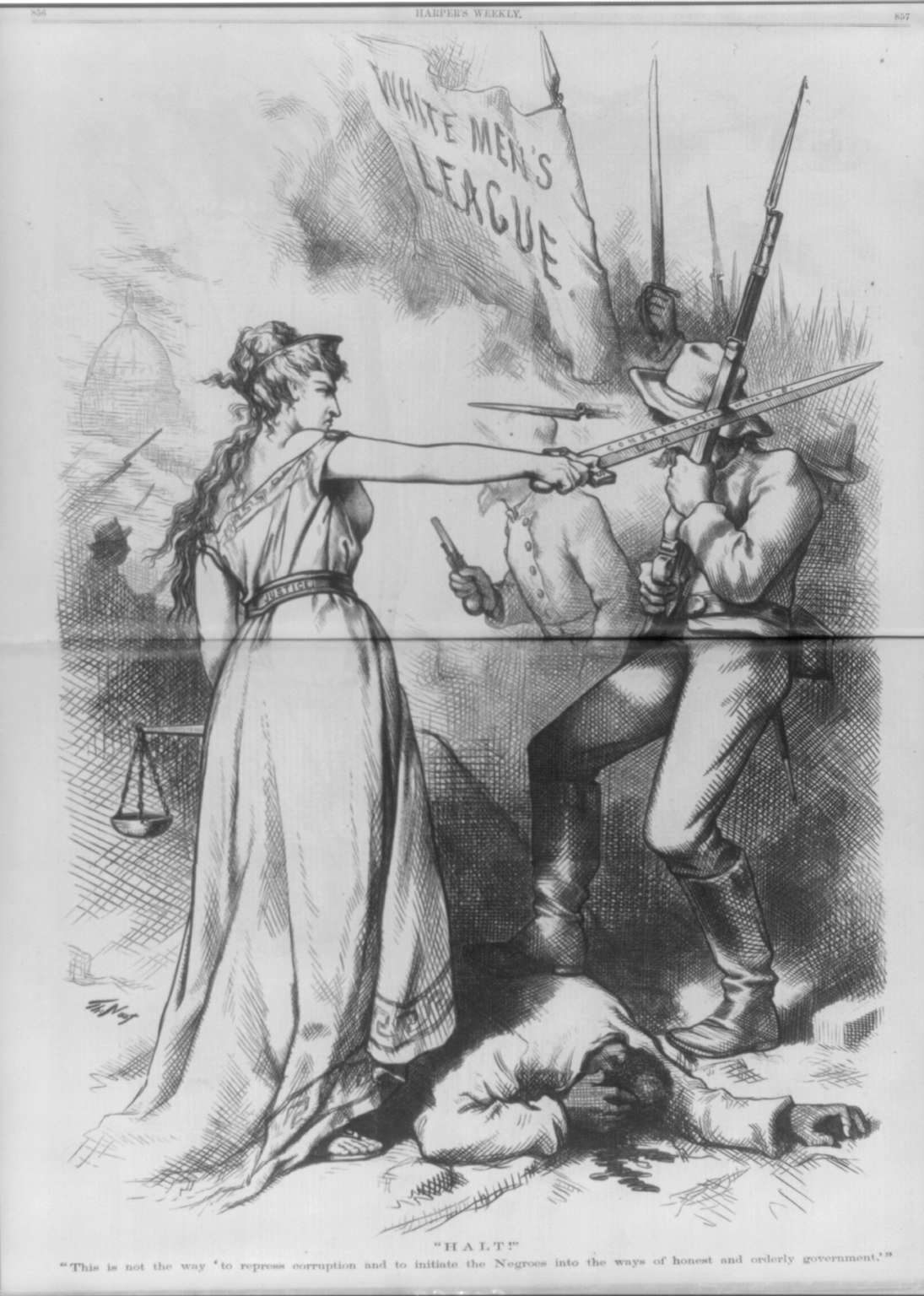
Vignetta satirica di Thomas Nast: Columbia che brandisce la spada a protezione di un uomo ferito dal venire picchiato da una folla di White Leaguers.

La pubblicità dei fatti grazie alla carta stampata e la successiva decisione della Corte suprema incoraggiò sostanzialmente la crescita delle organizzazioni paramilitari bianchi razzisti. Nel maggio del 1874 Nash creò la prima sezione della White League, trasformando direttamente la propria banda armata, e presto se ne formarono altre in molte aree dello Stato, così come nelle zone meridionali di quelli confinanti. A differenza del KKK, fecero propaganda pubblicamente e spesso in maniera capillare. L'autorevole storico del periodo George C. Rable li descrisse come "il braccio militare del Partito Democratico".
Sorsero anche altre formazioni, ad esempio le Red Shirts, in special modo nella Carolina del Sud e nel Mississippi, Stati che avevano una maggioranza di popolazione nera. Essi utilizzarono ampiamente la violenza e l'omicidio politico nell'intento di terrorizzare i capi dei liberti e gli esponenti bianchi del Partito Repubblicano e di reprimere il diritto di voto tra i cittadini afroamericani per tutti gli anni 1870: le vittime poterono fare ben poco per cercare di difendersi. Nell'agosto del 1874 la White League cacciò con la violenza i titolari di cariche repubblicani da Coushatta (Louisiana), nella parrocchia di Red River, uccidendo i sei bianchi prima che potessero lasciare lo Stato e da 5 a 15 liberti che ne furono testimoni. Quattro delle vittime erano collegate al deputato della Camera dei rappresentanti della zona.
Gli atti di violenza diffusa servirono ad intimidire sia gli elettori che i pubblici ufficiali preposti; fu uno dei metodi principali che i Democratici bianchi sudisti usarono per riottenere il pieno controllo dell'Assemblea legislativa statale nel corso delle elezioni presidenziali del 1876 e, infine, per smantellare l'Era della ricostruzione in tutta la Louisiana.

## Memoriali
Nel 1920 si costituì un comitato a Colfax per finanziare una stele commemorativa dei tre bianchi uccisi; esso si trova nel cimitero di Colfax e recita "Eretta alla memoria degli Eroi, / Parrocchia di Stephen Decatur / James West Hadnot / Sidney Harris / Chi cadde nella Rivolta di Colfax in lotta per la Supremazia bianca".

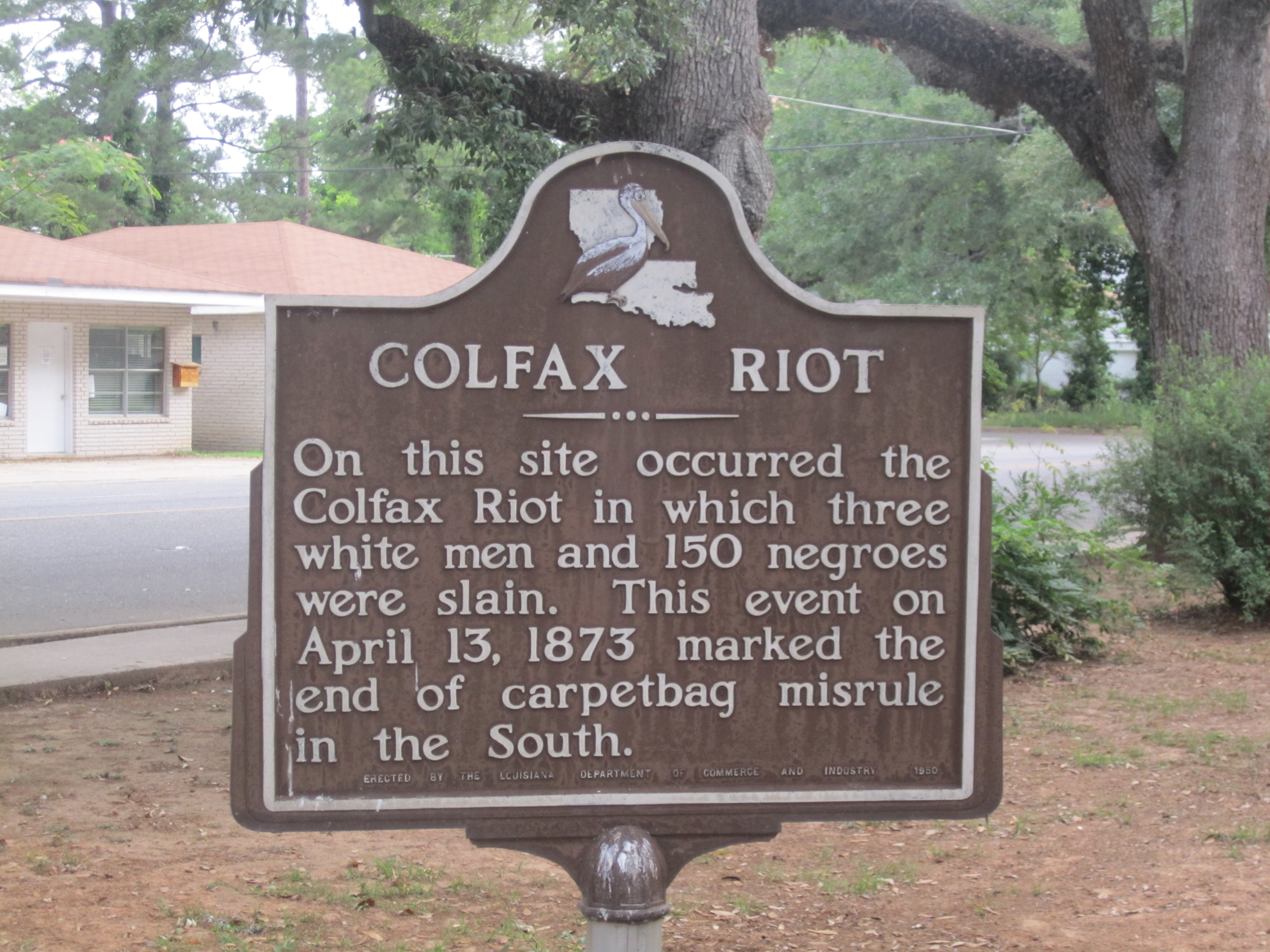
Il pannello storico.

Nel 1950 la Louisiana pose un pannello commemorativo stradale che ricordava l'evento del 1873 come "Rivolta di Colfax", così tradizionalmente chiamato nella comunità bianca. Il pannello recitava: "In questo sito avvenne la Rivolta di Colfax, in cui furono uccisi tre uomini bianchi e 150 negri: questo evento, il 13 aprile 1873, segnò la fine del malgoverno degli Stati Uniti meridionali da parte dei carpetbagger". Il pannello fu rimosso il 15 maggio 2021, per essere spostato in un museo.

## Rinnovato interesse storico

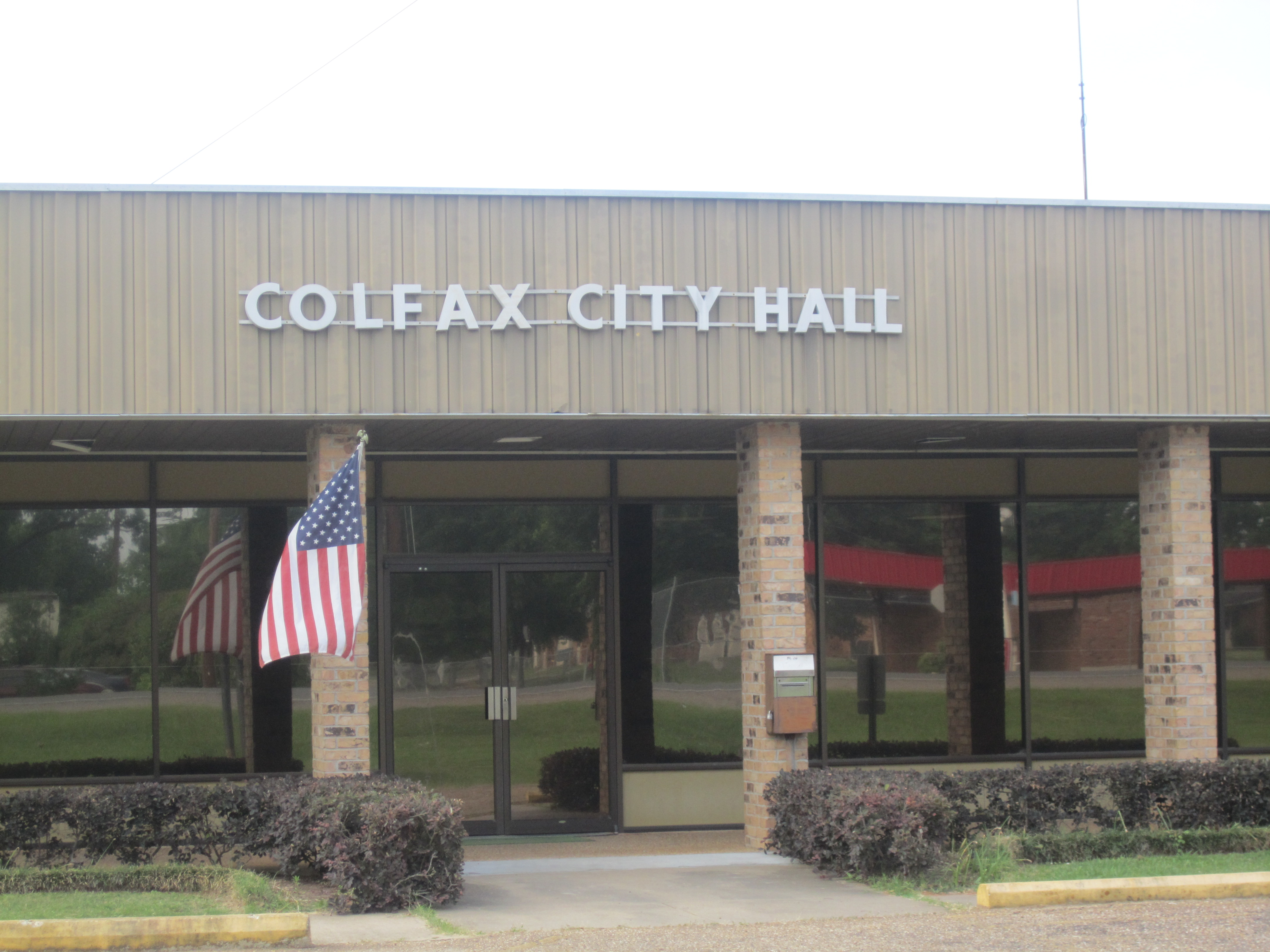
L'odierno municipio di Colfax.

Il massacro di Colfax è tra gli eventi della Ricostruzione e della storia degli Stati Uniti che hanno ricevuto una nuova attenzione nazionale all'inizio del XXI secolo.
Nel biennio 2007-08 sono stati pubblicati due nuovi libri sul tema: The Colfax Massacre: The Untold Story of Black Power, White Terror and the Death of Reconstruction di Leeanna Keith e The Day Freedom Died: The Colfax Massacre, the Supreme Court and the Betrayal of Reconstruction del giornalista Charles Lane. Quest'ultimo in particolare ha affrontato le implicazioni politiche e legali del caso giunto davanti alla Corte Suprema, che è scaturita dall'accusa di diversi uomini appartenenti ai gruppi paramilitari bianchi. Inoltre è in preparazione un film documentario.